# 김원빈 (만화가)
김원빈(1935년 3월 14일 ~ 2012년 12월 30일)은 대한민국의 만화가이다. 주로 옛날을 배경으로 어린이를 대상으로 한 만화를 그렸으며, 《주먹대장》이 유명하다.

## 대표작
- 《태백산의 비밀》 - 데뷰작, 1953년.[2]
- 《별소년》 - 1966년 《소년조선일보》 연재[3]
- 《아라비안나이트》 - 1967년《어깨동무》 연재[3]
- 《주먹대장》 - 《어깨동무》 1975년 1월호 ~ 1983년 2월호, 《코믹점프》(1993년 3월호부터 <월간 아이큐점프>로 제호명 변경) 1992년 8월 창간호 ~ 1994년 5월호 연재[3]
- 《초록동》 - 《어깨동무》 1983년 연재[3]

## 수상 경력
- 1996년 한국만화가협회상[4]
- 2001년 황금펜촉상[4]
- 2004년 대한민국 만화대상 공로상[4]